# Rui Faria
Rui Filipe da Cunha Faria (ur. 14 czerwca 1975 w Barcelos) – portugalski trener.

## Kariera
Rui Faria poznał José Mourinho podczas seminarium trenerskiego odbywającego się na stadionie Camp Nou w Barcelonie, kiedy ten pełnił jeszcze funkcję asystenta Louisa van Gaala. W kwietniu 2001 roku, po objęciu przez Mourinho funkcji menadżera w klubie Uniao Leiria, został zatrudniony jako jeden z trenerów. Od tego momentu stali się nierozłączną parą, pracując razem przez 17 lat w sześciu klubach: Uniao Leiria, FC Porto, Chelsea, Inter Mediolan, Real Madryt i Manchester United. 12 maja 2018 roku ogłosił, że po zakończeniu sezonu 2017/2018 opuści Manchester United aby rozpocząć samodzielną karierę menadżerską. 18 stycznia 2019 roku został przedstawiony jako nowy szkoleniowiec Al-Duhail SC.

## Sukcesy

### FC Porto
- Mistrzostwo Portugalii: 2003, 2004
- Puchar Portugalii: 2003
- Superpuchar Portugalii: 2003
- Puchar UEFA: 2003
- Liga Mistrzów UEFA: 2004

### Chelsea F.C.
- Mistrzostwo Anglii: 2005, 2006, 2015
- Puchar Anglii: 2007
- Puchar Ligi Angielskiej: 2005, 2007, 2015
- Tarcza Wspólnoty: 2005

### Inter Mediolan
- Mistrzostwo Włoch: 2009, 2010
- Puchar Włoch: 2010
- Superpuchar Włoch: 2008
- Liga Mistrzów UEFA: 2010

### Real Madryt
- Mistrzostwo Hiszpanii: 2012
- Puchar Hiszpanii: 2011
- Superpuchar Hiszpanii: 2012

### Manchester United
- Tarcza Wspólnoty: 2016
- Puchar Ligi Angielskiej: 2017
- Liga Europy UEFA: 2017